# تريفور ستيواردسون
تريفور ستيواردسون (مواليد 28 مارس 1977) هو ملاكم كندي، مثّل بلاده في الألعاب الأولمبية الصيفية 2004.

## روابط خارجية
تريفور ستيواردسون على موقع شيردوغ (الإنجليزية)
- تريفور ستيواردسون على موقع أوليمبيديا (الإنجليزية)
- تريفور ستيواردسون على موقع اتحاد ألعاب الكومنولث (مؤرشف) (الإنجليزية)